# 재갈매기
재갈매기(영어: Vega gull or East Siberian herring gull)는 갈매기과의 일종으로 몸길이 60cm의 대형종이다. 한국에서는 흔한 겨울철새이다. 등이 엷은 청회색이고 머리가 둥글다.

## 생김새

### 성조
머리부터 가슴까지 갈색 반점들이 있고 홍채는 노란색에서 암갈색으로 개체에 따라 차이가 심하다. 반점이 머리 전체를 뒤덮는 경우부터 반점이 별로 없는 경우까지 다양하다. 여름깃은 머리가 완전 흰색이다. 눈테가 붉은색이고 날개 끝에 흰 반점이 1~2개 있다.

### 어린새
부리가 전체적으로 검은색이고 한국재갈매기보다 어두운 회갈색이다. 큰날개덮깃에 갈색 반점이 많다.

### 1회 겨울깃
회갈색이 엷어지고 머리와 몸아랫면이 연한 갈색이 섞여 있다. 부리에는 검은색 반점이 있다.

### 2회 겨울깃
어깨와 등 상당 부분이 성조와 유사하고 갈색이 섞여 있다. 셋째날개깃이 대부분 갈색이고 끝이 흰색이다.

### 3회 겨울깃
날개덮깃 대부분이 회색이고 셋째날개깃 일부에 갈색이 남아 있다.

### 4회 겨울깃
부리 끝에 있는 검은색 점을 제외하면 성조와 유사하다.

## 서식지
러시아 추코트반도에서 타이미르반도까지 번식한다. 항구, 갯바위, 모래밭, 하구에서 집단을 이루며 강이나 하천 중류나 상류에서 발견되기도 한다.

## 분류
분류에 대한 견해 차이가 심화 분류가 여러 번 바뀌었다. 유라시아와 북아메리카에 분포하는 Herring Gull(L. argentatus)에 여러 아종을 포함하였지만 옅은재갈매기(L. smithsonianus)를 별개의 종으로 분리하고 추코트반도에서 타이미르반도에서 번식하는 개체들은 Vega Gull로 분리하였다. 한국재갈매기는 과거에 Yellow-legged Gull(L. cachinnans)로 분류하는 견해가 있었고 재갈매기의 아종으로 분류했었으나 최근에 재갈매기와 별개의 종으로 분리하였다.
1. ↑  “Species Updates – IOC World Bird List”. 2024년 12월 15일에 확인함.